# Intertoto Cup 1978
De Intertoto Cup was sinds 1967 een mogelijkheid voor ploegen om in de zomer te kunnen blijven voetballen.
In 1978 werden er twee edities gespeeld, de Zomer Cup en de reguliere Intertoto Cup (ook wel Intertoto Cup 1978 deel 2 genoemd). Dit kwam doordat vanwege het Wereldkampioenschap Voetbal 1978 de competities vroeg waren afgelopen er een wel heel erg lange voetballoze periode voor de clubs was. De Zomer Cup werd in mei gespeeld en de reguliere Intertoto Cup in juni/ juli.
Er werden alleen groepswedstrijden georganiseerd, omdat het onhaalbaar bleek om nog knock-outronden te spelen na de zomerstop. Clubs hadden daarvoor een te druk programma en de UEFA had bepaald dat ploegen die al aan UEFA-toernooien zoals de twee edities van de Europa Cup meededen, niet mochten deelnemen aan andere toernooien.
De groepen bestonden allemaal uit vier teams, dus in totaal 36. Elk team speelde zes wedstrijden. Zes van deze teams kwamen uit Oostenrijk; vier uit Denemarken, Tsjecho-Slowakije, West-Duitsland, Zweden en Zwitserland; drie uit Noorwegen; twee uit Bulgarije, Israël en de SFR Joegoslavië en één uit België.
Slavia Praag (groep 2) en Tatran Presov (groep 7) uit Tsjecho-Slowakije haalden de hoogste score. Ze wonnen al hun wedstrijden en haalden zo de volle twaalf punten.

## Eindstanden

### Groep 1
| plaats | Club            | Doelpunten | Punten |
| ------ | --------------- | ---------- | ------ |
| 1.     | MSV Duisburg    | 9 : 4      | 9      |
| 2.     | Bohemians Praag | 5 : 5      | 6      |
| 3.     | Rapid Wien      | 6 : 8      | 5      |
| 4.     | IFK Norrköping  | 7 : 10     | 4      |

### Groep 2
| plaats | Club              | Doelpunten | Punten |
| ------ | ----------------- | ---------- | ------ |
| 1.     | Slavia Praag      | 21 : 8     | 12     |
| 2.     | FC Kaiserslautern | 18 : 10    | 8      |
| 3.     | OB Odense         | 8 : 16     | 2      |
| 4.     | Tirol Innsbruck   | 8 : 21     | 2      |

### Groep 3
| plaats | Club         | Doelpunten | Punten |
| ------ | ------------ | ---------- | ------ |
| 1.     | Hertha BSC   | 12 : 3     | 9      |
| 2.     | Slavia Sofia | 9 : 7      | 7      |
| 3.     | Kalmar FF    | 8 : 10     | 5      |
| 4.     | Vejle BK     | 4 : 13     | 3      |

### Groep 4
| plaats | Club                   | Doelpunten | Punten |
| ------ | ---------------------- | ---------- | ------ |
| 1.     | Eintracht Braunschweig | 10 : 3     | 9      |
| 2.     | Standard Luik          | 6 : 3      | 7      |
| 3.     | Grasshopper-Club       | 4 : 5      | 5      |
| 4.     | B 1903 Kobenhavn       | 7 : 16     | 3      |

### Groep 5
| plaats | Club             | Doelpunten | Punten |
| ------ | ---------------- | ---------- | ------ |
| 1.     | Malmö FF         | 11 : 3     | 11     |
| 2.     | FC Zürich        | 6 : 7      | 6      |
| 3.     | Maccabi Tel-Aviv | 10 : 10    | 4      |
| 4.     | Vienna           | 6 : 13     | 3      |

### Groep 6
| plaats | Club              | Doelpunten | Punten |
| ------ | ----------------- | ---------- | ------ |
| 1.     | Lokomotiva Kosice | 17 : 4     | 10     |
| 2.     | Bryne FK          | 10 : 5     | 8      |
| 3.     | Sturm Graz        | 4 : 11     | 4      |
| 4.     | FC Sion           | 4 : 15     | 2      |

### Groep 7
| plaats | Club                | Doelpunten | Punten |
| ------ | ------------------- | ---------- | ------ |
| 1.     | Tatran Presov       | 18 : 2     | 12     |
| 2.     | Esbjerg fB          | 10 : 8     | 7      |
| 3.     | Wiener Sport-Club   | 3 : 15     | 3      |
| 4.     | BSC Young Boys Bern | 2 : 8      | 2      |

### Groep 8
| plaats | Club            | Doelpunten | Punten |
| ------ | --------------- | ---------- | ------ |
| 1.     | Maccabi Netanya | 16 : 8     | 9      |
| 2.     | Sloboda Tuzla   | 12 : 9     | 8      |
| 3.     | IF Elfsborg     | 11 : 15    | 6      |
| 4.     | Lillestrom SK   | 6 : 13     | 1      |

### Groep 9
| plaats | Club               | Doelpunten | Punten |
| ------ | ------------------ | ---------- | ------ |
| 1.     | Grazer AK          | 15 : 9     | 8      |
| 2.     | Pirin Blagoëvgrad  | 9 : 7      | 7      |
| 3.     | Vojvodina Novi Sad | 13 : 11    | 6      |
| 4.     | Start Kristiansand | 6 : 16     | 3      |